# Ringstabekk Station
 Ikke at forveksle med Ringstabekk Station (1924-2006).
 Ringstabekk Station (Ringstabekk stasjon) er en metrostation på Kolsåsbanen på T-banen i Oslo. Stationen åbnede 15. august 2011 som erstatning for den gamle Ringstabekk Station og Tjernsrud Station, der blev nedlagt 1. juli 2006 i forbindelse med opgraderingen af Kolsåsbanen til metrostandard. Den nye station ligger imellem de to gamle.
Der er både T-bane og sporvej ved stationen, men det er kun T-banen, der stopper der. Årsagen er at der ikke er plads til en ekstra perron til sporvognene, der derfor kun stopper på nabostationerne Jar og Bekkestua.